# Lepidosaphes unicolor
Lepidosaphes unicolor är en insektsart som beskrevs av Banks 1906. Lepidosaphes unicolor ingår i släktet Lepidosaphes och familjen pansarsköldlöss.
Artens utbredningsområde är Filippinerna. Inga underarter finns listade i Catalogue of Life.